# 122-мм пушка образца 1931 года (А-19)
122-мм корпусная пушка образца 1931 года (А-19, индекс ГАУ — 52-П-471) — советская пушка периода Второй мировой войны. Это орудие было первой мощной артиллерийской системой, разработанной советской конструкторской школой. Пушка серийно выпускалась с 1935 по 1939 год, приняла активное участие в советско-финской и Великой Отечественной войне. С 1939 года пушка была снята с серийного производства в связи с принятием на вооружение модифицированного варианта — 122-мм пушки образца 1931/37 годов, представлявшей собой наложение ствольной группы пушки обр. 1931 г. на лафет 152-мм гаубицы-пушки МЛ-20.

## История создания
В ходе Гражданской войны отмечалась высокая эффективность 120-мм морских пушек Канэ,
использовавшихся на бронепоездах и импровизированных речных канонерских лодках. Также к концу 1920-х годов стало очевидно, что 107-мм пушка обр. 1910 г., использовавшаяся в корпусной артиллерии, устаревает, а запланированная модернизация этого орудия не решит большинства проблем. В январе 1927 года Артиллерийский комитет постановил начать работы по новой 122-мм корпусной пушке. Работы над орудием вело конструкторское бюро (КБ) Артиллерийского комитета под руководством Ф. Ф. Лендера (до его смерти в сентябре 1927 года). В 1928 году был готов эскизный проект, а в начале 1929 года — технический проект нового орудия. С июня 1929 года доработку проекта вело конструкторское бюро Орудийно-арсенального треста при активном участии сотрудников КБ Артиллерийского комитета.
17 июня 1929 года Пермскому заводу был выдан заказ на разработку рабочих чертежей и изготовление опытного образца орудия, который был подан на полигонные испытания в октябре 1931 года. Опытный образец орудия испытывался с разными по конструкции стволами (лейнированным и скреплённым), причём оба варианта имели дульный тормоз. По результатам испытаний, в мае 1932 года опытный образец орудия был отправлен на доработку. Доработку орудия вело КБ завода № 38, которое и присвоило в 1933 году орудию индекс А-19. В том же 1933 году сталинградскому заводу «Баррикады» была заказана опытная серия из 3 орудий, которая была сдана лишь в марте 1935 года. В ноябре 1935 года на Лужском полигоне были проведены войсковые испытания орудия, завершившиеся в целом успешно, и 13 марта 1936 года пушка была официально принята на вооружение РККА под наименованием «122-мм корпусная пушка обр. 1931 г.»

## Производство
122-мм корпусные пушки обр. 1931 г. изготавливались только на заводе «Баррикады». Орудия выпуска 1930 года относились к установочной серии и имели ряд отличий от орудий последующих лет выпуска. До 1937 года включительно в конструкцию орудия вносились существенные изменения, направленные на повышение технологичности орудия и устранение выявленных при эксплуатации недостатков. В 1939 году выпуск орудия был прекращён в связи с принятием на вооружение новой, более совершенной модификации — 122-мм корпусной пушки обр. 1931/37 гг. Общее количество выпущенных орудий неизвестно, поскольку имеющаяся статистика выпуска не разделяет модификации пушки; приблизительно это количество можно оценить в 450—500 орудий.
| Производство 122-мм пушек обр. 1931 г., шт. |      |      |      |                                |
| 1935                                        | 1936 | 1937 | 1938 | 1939                           |
| 30                                          | 91   | 78   | 150  | 256 (вместе с обр. 1931/37 г.) |

## Описание конструкции
Орудие имело вполне современную для своего времени конструкцию с лафетом с раздвижными станинами и подрессоренным колёсным ходом. Ствол орудия состоял из трубы, кожуха и навинтного казённика. Все орудия выпуском с 1936 года имели стволы со свободной трубой, более ранние орудия — скреплённые стволы. Затвор поршневый, устройство аналогично затвору 152-мм гаубицы обр. 1910/30 гг. (с 1937 года в конструкцию затвора были внесены некоторые изменения). Тормоз отката гидравлический, накатник гидропневматический. Противооткатные устройства расположены в корытообразной люльке под стволом. Длина отката переменная, при откате противооткатные устройства оставались неподвижны.
Подъёмный механизм совмещён с уравновешивающим механизмом пружинного типа. Поворотный механизм винтового типа. Станины раздвижные, клёпаные. Орудие имело подрессоривание пластинчатого типа. Автоматического отключения подрессоривания при разведении станин не было. Колёса металлические, с 10 спицами и резиновыми грузошинами (некоторые поздние орудия имели металлические колёса со сдвоенными пневматическими шинами от лафета гаубицы-пушки МЛ-20. Для защиты расчёта орудие имело щит. Передок подрессоренный, от опытной 152-мм гаубицы-пушки МЛ-15.
Первоначально, орудие планировалось перевозить как раздельно (ствол отдельно на специальной повозке, лафет отдельно), так и нераздельно. В 1936 году, по результатам испытаний было решено отказаться от раздельной возки и перемещать орудие только нераздельно, механической тягой. Орудие буксировалось тягачами С-2 «Сталинец-2», «Коминтерн», с 1943 года — тягачами Я-12.

## Организационно-штатная структура
Изначально А-19 предназначалась для корпусной артиллерии, вместе с 152-мм гаубицей-пушкой МЛ-20. К началу Великой Отечественной войны имелось 94 корпусных артиллерийских полка нескольких типов, из них имели пушки:
два дивизиона МЛ-20 и один дивизион А-19 или 107-мм пушек (12 пушек) — 14 полков;
один дивизион МЛ-20 и два дивизиона А-19 или 107-мм пушек (24 пушки) — 45 полков.
Кроме того, А-19 или 107-мм пушки находились в полках артиллерии РГК:
два дивизиона МЛ-20 и два дивизиона А-19 или 107-мм пушек (24 пушки) — 5 артиллерийских полков;
четыре дивизиона А-19 или 107-мм пушек (48 пушек) — 8 пушечных артиллерийских полков;
Вскоре после начала Великой Отечественной войны корпусная артиллерия была упразднена вместе со стрелковыми корпусами. Вновь она была возрождена во второй половине войны. По штату корпусные артполки новой организации имели 16—20 орудий, в качестве которых использовались 122-мм пушки, 107-мм пушки и 152-мм гаубицы. На 1 июня 1944 года в корпусной артиллерии имелось 387 пушек А-19 (полки по 18 орудий), 54 гаубицы-пушки МЛ-20, 192 152-мм гаубицы и до 490 107-мм пушек. На 1 мая 1945 года в корпусной артиллерии имелось 289 пушек А-19 (полки по 18 орудий), 54 гаубицы-пушки МЛ-20, 164 152-мм гаубицы, 58 100-мм пушек БС-3 и до 490 107-мм пушек.
Помимо корпусной артиллерии, А-19 состояла на вооружении артиллерии резерва Верховного Главнокомандования (РВГК). Пушечный полк РВГК к лету 1941 года имел по штату 48 А-19. Осенью 1941 года полки РВГК были разукрупнены, в батареях вместо четырёх орудий стало два, уменьшилось количество дивизионов с 4 до 3, итого в пушечном полку РВГК стало 18 орудий. С 1942 года формируются артиллерийские бригады РВГК, пушечная бригада имела 36 А-19. Пушечные бригады РВГК могли входить в состав более крупных артиллерийских соединений — артиллерийских дивизий. Артиллерийские дивизии, которые начали формироваться с конца 1942 года, включали одну пушечную бригаду А-19 (и ещё три бригады более лёгких орудий и миномётов). С июня 1943 года формируются пушечные артиллерийские дивизии, включавшие в себя 3—4 бригады А-19 и МЛ-20 (всего 108—144 орудия).

## Боевое применение
Впервые А-19 (неясно, какой модификации) в небольшом количестве приняли участие в боях на реке Халхин-Гол, при этом потерь орудия этого типа не понесли.
Орудия этого типа участвовали также в советско-финской войне 1939—1940 годов. На 1 марта 1940 года на фронте находилось 127 пушек А-19 обеих модификаций, потери за войну составили 3 орудия.
На июнь 1941 года имелось, по разным источникам, 1300 или 1257 (1236 в армии и 21 в составе ВМФ) таких пушек. В западных округах находились 583 122-мм пушки. В 1941 году потери 122-мм пушек составили не менее 900 орудий, многие из которых были обр. 1931 г. Оставшиеся орудия использовались до конца войны. Основными целями 122-мм пушек были скопления живой силы и техники, колонны на марше, артиллерийские батареи, полевые склады, штабы и узлы связи, хорошо укреплённые оборонительные позиции. В случае острой необходимости (например, в Курской битве) 122-мм пушки привлекались для борьбы с тяжёлыми танками противника. Хотя баллистика орудий позволяла им успешно бороться с бронетехникой, их использование в данной роли являлось скорее жестом отчаяния — как противотанковое орудие, А-19 имела большие габариты, высокую стоимость, низкие скорости вертикальной и горизонтальной наводки.

## 122-мм пушка обр. 1931 г. за рубежом
Некоторое количество орудий этого типа было захвачено вермахтом в 1941 году. В немецкой армии трофейные орудия получили индекс 12,2 cm K.390/1(r) и использовались как в полевой артиллерии, так и в артиллерии береговой обороны, всего немцы использовали 424 пушки А-19 обеих модификаций. Для трофейных 122-мм пушек немцы даже наладили выпуск снарядов (в 1943 году было изготовлено 278,5 тысяч выстрелов, в 1944 году — ещё 295,8 тысяч). Финская армия в 1941 году захватила 25 орудий А-19 обоих вариантов, которым финны присвоили индекс 122 K/31, не делая особых различий между модификациями. Пушка оценивалась финскими военными очень высоко, однако нехватка тяжёлых тягачей вынудила использовать орудия главным образом в береговой обороне. За войну трофейные орудия выпустили 6755 снарядов, потери составили 4 орудия (в 1944 году). После войны трофейные пушки ещё долго состояли на вооружении финской армии, причём в 1980-х годах некоторые пушки вместо штатных получили стволы 152-мм гаубиц-пушек МЛ-20, эта модификация имела название 152 H 37-31. В конце 1980-х и эти, и оставшиеся 122-мм пушки получили новые 152-мм стволы длиной 32 калибра фирмы Vamma, орудия данной модификации получили название 152 H 88-31 и по состоянию на 2004 год всё ещё сохранялись на складах.

## Модификации и опытные разработки
Имелось несколько серийных модификаций орудия:
- Орудия установочной серии 1935 года со скреплёнными стволами;
- Орудия выпуска 1936 года, стволы со свободной трубой;
- Орудия выпуска 1937 года и позднее, с изменениями в затворе, поздние серии — с колёсами от МЛ-20.

122-мм пушка обр. 1931 г. активно использовалась для разного рода экспериментов. В 1933—1936 годах из А-19 производили стрельбы нарезными снарядами, для чего был изготовлен специальный ствол. В 1937 году эксперименты были прекращены по причине принципиальных недостатков данных снарядов — низкой кучности и сложности заряжания. В 1937 году испытывалось орудие с картузным заряжанием, для чего был изготовлен специальный ствол под индексом Бр-3. Испытания завершились неудачно.
Предпринимались попытки улучшить проходимость орудия, в частности, в 1933 году было начато проектирование гусеничного хода для А-19. В 1937 году новый ход в двух вариантах (на гусеницах и больших колёсах тракторного типа) поступил на испытания, выявившие недостаточную прочность хода. Согласно итоговому заключению, система испытания не выдержала, на чём работы по ней были прекращены.
Лафет 122-мм пушки обр. 1931 г. почти без изменений был использован при создании 152-мм пушки обр. 1910/34 гг.

## Оценка проекта
122-мм пушка образца 1931 г. обладала достаточно совершенной конструкцией для своего времени, в частности, она была одним из первых советских орудий на лафете с раздвижными станинами, что существенно увеличивало возможности орудия по манёвру огнём. Дополнительную гибкость использованию орудия придавало наличие четырёх зарядов и угла возвышения 45°, в связи с чем данное орудие может быть классифицировано как пушка-гаубица. Недостатки орудия были связаны с лафетом — не очень удачный колёсный ход ограничивал подвижность пушки, отсутствовало автоматическое отключение подрессоривания (что снижало скорость перехода из походного в боевое положение и обратно), подъёмный механизм оказался медленным и ненадёжным, имелись технологические проблемы при изготовлении лафета. В итоге, эти недостатки привели к замене 122-мм пушки образца 1931 г. на 122-мм пушку образца 1931/37 гг., представлявшей собой наложение ствольной группы 122-мм пушки на лафет 152-мм гаубицы-пушки МЛ-20. Тем не менее, несмотря на недостатки, к началу Великой Отечественной войны пушка была вполне боеспособным орудием.
Сравнение пушки с другими артсистемами затруднено недостатком аналогов. Многочисленные 105-мм пушки, такие как немецкая 10,5 cm K.18, как правило, были легче и имели близкую или несколько бо́льшую дальность стрельбы, но масса их 15-килограммового снаряда не шла ни в какое сравнение с 25-килограммовым снарядом А-19. Мощные 150-мм пушки вроде немецкой 15 cm K.18 при более тяжёлом снаряде и существенно бо́льшей дальности стрельбы были намного тяжелее, и соответственно сильно уступали А-19 в стоимости и мобильности. Сравнение же со 128-мм немецкими пушками некорректно — эти орудия появились в самом конце войны, имели мощную баллистику и большой вес (8,3—12,2 т). Старые пушки периода Первой мировой войны с однобрусным лафетом, такие как польская 120-мм wz.78/09/31 или английская 127-мм 60 pounder были существенно легче, но имели существенно меньшую дальность стрельбы (11—12 км). Полными аналогами А-19 можно считать лишь бельгийскую 120-мм пушку, английскую 114-мм BL 4,5 inch и американскую 4,5 inch Gun M1. Бельгийское орудие было существенно легче 122-мм пушки образца 1931 г. (5,4 т в боевом положении), но имело несколько более лёгкий снаряд (21,9 кг) и меньшую дальность стрельбы (17,6 км). Английская же пушка примерно равна советской, обладая близкой массой орудия (7,3 т), массой снаряда (24,95 кг) и дальностью стрельбы (19,2 км). Стоит отметить, английская пушка выпущена несколько позднее (серийное производство с 1937 года, причём к 1940 году произведено всего 72 орудия). Американское орудие, представлявшее собой наложение ствольной группы английской пушки на лафет 155-мм гаубицы M1, при близких к А-19 массе снаряда и дальности стрельбы было существенно легче (5,6 т), однако данная пушка была разработана существенно позднее А-19 и её выпуск не был массовым.

## Характеристики и свойства боеприпасов
Орудие имело раздельно-гильзовое заряжание, к нему полагались четыре метательных заряда — полный, № 1, № 2 и № 3, размещавшихся в металлической гильзе длиной 785 мм. Заряд № 1 представлял собой основной пучок, заряд № 2 — основной пучок и пучок № 3, заряд № 3 — основной пучок, пучок № 3 и один равновесный пучок, полный заряд — основной пучок, пучок № 3 и два равновесных пучка. Для стрельбы использовались как специальные пушечные, так и гаубичные снаряды, но последними, по причине меньшей прочности, нельзя было стрелять полным зарядом; также была категорически запрещена стрельба чугунными гаубичными снарядами 53-ОФ-460А и 53-ОФ-462А, поскольку они при выстреле раскалывались в стволе.
| Номенклатура боеприпасов                             |            |                 |            |                         |                        |
| Тип                                                  | Индекс ГАУ | Вес снаряда, кг | Вес ВВ, кг | Начальная скорость, м/с | Дальность табличная, м |
| Калиберные бронебойные снаряды                       |            |                 |            |                         |                        |
| Бронебойный остроголовый (АРНЕ)                      | 53-БР-471  | 25,0            | 0,156      | 800                     | 4000                   |
| Бронебойный тупоголовый (АРНЕВС), с начала 1945 года | 53-БР-471Б | 25,0            | ?          | 800                     | 4000                   |
| Осколочно-фугасные снаряды                           |            |                 |            |                         |                        |
| Пушечный с привинтной головкой                       | 53-ОФ-471Н | 25,0            | 3,8        | 800                     | 19 800                 |
| Пушечный                                             | 53-ОФ-471  | 25,0            | 3,6        | 800                     | 19 800                 |
| Гаубичный                                            | 53-ОФ-462  | 21,7            | 3,67       | 765 (заряд № 1)         | 16 600                 |
| Пушечный                                             | 53-ОФ-471В | ?               | ?          | ?                       | ?                      |
| Пушечный                                             | 53-ОФ-472  | ?               | ?          | ?                       | ?                      |
| Бетонобойные снаряды                                 |            |                 |            |                         |                        |
| Пушечный                                             | 53-Г-471   | 25,0            | 2,2        | 800                     | 20 400                 |
| Химические снаряды                                   |            |                 |            |                         |                        |
| Осколочно-химический пушечный                        | 53-ОХ-471  | 25,0            | ?          | 800                     | 19 800                 |
| Химический гаубичный                                 | 53-Х-462   | 21,8            | ?          | 705 (заряд № 2)         | 19 800                 |

| Таблица бронепробиваемости для 122-мм пушки обр. 1931 г. (А-19) |                          |                          |
| Тупоголовый калиберный бронебойный снаряд 53-БР-471Б |                          |                          |
| Дальность, м | При угле встречи 60°, мм | При угле встречи 90°, мм |
| 500 | 125                      | 155                      |
| 1000 | 120                      | 145                      |
| 1500 | 110                      | 135                      |
| 2000 | 100                      | 125                      |
| 3000 | 85                       | 105                      |
| Остроголовый калиберный бронебойный снаряд 53-БР-471 |                          |                          |
| Дальность, м | При угле встречи 60°, мм | При угле встречи 90°, мм |
| 500 | 120                      | 150                      |
| 1000 | 105                      | 130                      |
| 1500 | 95                       | 115                      |
| 2000 | 80                       | 100                      |
| 3000 | 65                       | 75                       |
| Приведённые данные относятся к советской методике расчёта пробивной способности. Следует помнить, что показатели бронепробиваемости могут заметно различаться при использовании различных партий снарядов и различной по технологии изготовления брони, а также различных методик расчёта. |                          |                          |

## Где можно увидеть
122-мм пушки образца 1931 года находятся в экспозициях Музея артиллерии и инженерных войск в Санкт-Петербурге, Центрального музея Вооружённых Сил в Москве (на колёсах от МЛ-20) и в артиллерийском музее в г. Хямеэнлинна, Финляндия.